# سنگ‌نگاره تنگ قندیل

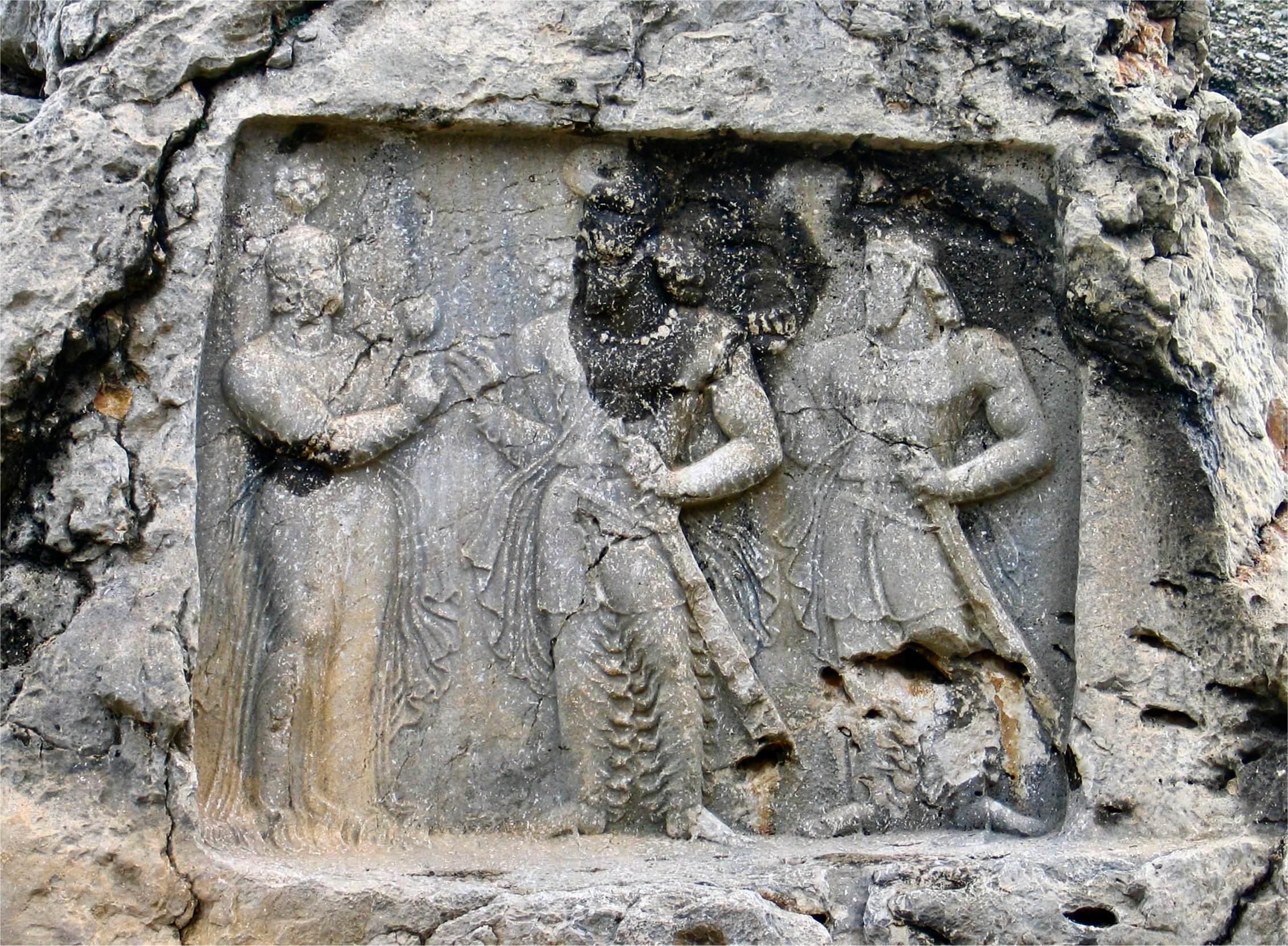
سر آب قندیل

نقش‌برجسته تنگ قندیل نقش‌برجسته‌ای مربوط به زمان شاهنشاهی ساسانی در شهر چنارشاهیجان (قائمیه) و در روستای قندیل است. این نقش‌برجسته صحنه ازدواج شاهنشاه بهرام دوم ساسانی با شهبانو شاپوردختک (دختر شاپورمیشانشاه) و همچنین نوه شاپور یکم (ملقب به شهبانوی شهبانوان) است. بهرام در وسط نقش، شاپوردختک در سمت چپ تصویر و در پشت سر بهرام دوم به گزارش بعضی از باستان شناسان کرتیر (موبد موبدان) حجاری شده‌است اما این موضوع مورد اختلاف است ، و بعضی دیگر نیز تصویر سمت راست را پسر بهرام دوم و شهبانویش شاپوردختک ،بهرام سوم میدانند 
این اثر در تاریخ ۱۱ دی ۱۳۸۰ با شمارهٔ ثبت ۴۵۳۹ به‌عنوان یکی از آثار ملی ایران به ثبت رسیده‌است.
کریم رزمجویی، از ساکنان روستای قندیل، نخستین گزارش را مبنی بر وجود این نقش‌برجسته در سال ۱۳۴۹ (۱۹۷۰ میلادی) به ادارهٔ فرهنگ و هنر شیراز اعلام کرد و سرانجام، در سال ۱۳۵۰ (۱۹۷۱ میلادی) علی‌اکبر سرفراز، رئیس وقت هیئت باستان‌شناسی ، با چاپ مقاله‌ای این اثر را معرفی کرد.